# مجتبى عبد علي
مجتبى عبد علي موسى حسين (ولد في 20 أغسطس 1993 في المنامة، البحرين) لاعب كرة قدم بحريني يجيد اللعب في مركز قلب الدفاع. يلعب حاليا لصالح المنامة الذي ينافس في الدوري البحريني الممتاز.

## المسيرة الرياضية

### الأندية
بدأ عبد علي مسيرته الكروية في النادي الأهلي منذ أن كان لاعبا في فئة البراعم وحقق آنذاك بطولة البراعم وهي الأولى في مشواره الكروي. اكتشفه المدرب الوطني علي حسن وترعرع من البراعم حتى وصل إلى فريق الأشبال واستطاع أن يحقق بطولتين في فئة الأشبال وهما الكأس والدوري. وواصل عبد علي بعدها مسيرته بنجاح ووصل إلى فئة الناشئين وحقق مع ناشئي الأهلي بطولتي الكأس والدوري.
في 1 يوليو 2011 تم تصعيد عبد علي إلى الفريق الأول بالنادي الأهلي. في موسمه الأول 2011-2012 وفي بطولة الدوري الممتاز ساهم في احتلال فريقه المركز التاسع قبل الأخير بفارق نقطتين عن منطقة الأمان وبالتالي هبد إلى الدرجة الثانية. وفي بطولة كأس ملك البحرين خرج فريقه من مباراته الأولى عندما خسر في الدور 16 من البحرين بركلات الترجيح.
في موسمه الثاني 2012-2013 وفي بطولة دوري الدرجة الثانية ساهم في احتلال فريقه المركز الرابع بفارق 5 نقاط عن صاحب المركز الثاني الرفاع الشرقي المؤهل للعب ملحق الصعود. وفي بطولة كأس ملك البحرين خرج فريقه من مباراته الأولى عندما خسر في الدور 16 من الاتحاد بركلات الترجيح.
في موسمه الثالث 2013-2014 وفي بطولة دوري الدرجة الثانية ساهم في احتلال فريقه المركز الثالث بفارق 8 نقاط عن صاحب المركز الثاني البحرين. وفي بطولة كأس ملك البحرين خرج فريقه من مباراته الأولى عندما خسر في الدور 16 من المحرق 0-1.
في موسمه الرابع 2014-2015 وفي بطولة دوري الدرجة الثانية ساهم في تتويج فريقه بالبطولة بعدما تصدر الترتيب على حساب سترة والنجمة صاحبي المركزين الثاني والثالث على التوالي وصعد إلى الدوري الممتاز وليحقق عبد علي أولى بطولاته مع الأندية. وفي بطولة كأس ملك البحرين خرج فريقه من مباراته الأولى عندما خسر في الدور 16 من المنامة 2-3.
في موسمه الخامس 2015-2016 وفي بطولة الدوري الممتاز ساهم في احتلال فريقه المركز السادس بفارق نقطتين عن منطقة الهبوط. وفي بطولة كأس ملك البحرين ساهم في وصول فريقه إلى الدور النصف النهائي حينها خسر من الرفاع 1-2. وفي بطولة كأس الاتحاد البحريني ساهم في تتويج فريقه بالبطولة بعدما تغلب في المباراة النهائية على المالكية بركلات الترجيح ليحقق عبد علي ثاني بطولاته مع الأندية.
في موسمه السادس 2016-2017 وفي بطولة الدوري الممتاز ساهم في احتلال فريقه المركز السابع بفارق 4 نقاط عن منطقة الهبوط. وفي بطولة كأس ملك البحرين ساهم في وصول فريقه إلى الدور الربع النهائي حينها خسر من الرفاع 1-2. وفي بطولة كأس الاتحاد البحريني فشل فريقه في التأهل إلى الدور النصف النهائي بعدما احتل المركز الثالث في المجموعة الثانية بفارق 3 نقاط عن صاحب المركز الثاني البحرين.
في موسمه السابع 2017-2018 وفي بطولة الدوري الممتاز ساهم في احتلال فريقه المركز العاشر الأخير بفارق 6 نقاط عن منطقة الأمان وبالتالي الهبوط إلى الدرجة الثانية. وفي بطولة كأس ملك البحرين خرج فريقه من المرحلة الأولى عندما خسر في الدور 16 من المنامة 2-4 في مجموع المباراتين.
في موسمه الثامن 2018-2019 وفي بطولة دوري الدرجة الثانية ساهم في تتويج فريقه بالبطولة بعدما تصدر الترتيب بفارق 6 نقاط عن وصيفه البسيتين وبالتالي صعد إلى الدوري الممتاز سريعا وحقق عبد علي ثالث بطولاته مع الأندية. وفي بطولة كأس ملك البحرين خرج فريقه من المرحلة الأولى عندما خسر في الدور 16 من المنامة 2-3 في مجموع المباراتين. وفي بطولة كأس الاتحاد البحريني ساهم في وصول فريقه إلى المباراة النهائية حينها خسر من الرفاع الشرقي 1-3.
في موسمه التاسع 2019-2020 وفي بطولة الدوري الممتاز ساهم في احتلال فريقه المركز السابع بفارق 7 نقاط عن منطقة الهبوط. وفي بطولة كأس ملك البحرين خرج فريقه من المرحلة الأولى عندما خسر في الدور 16 من الرفاع 0-4 في مجموع المباراتين. وفي بطولة كأس الاتحاد البحريني فشل فريقه في التأهل إلى الدور النصف النهائي بعدما احتل المركز الثالث في المجموعة الثالثة بفارق 4 نقاط عن المتصدر المحرق.
في موسمه العاشر 2020-2021 وفي بطولة الدوري الممتاز ساهم في احتلال فريقه المركز السابع بفارق نقطة واحدة عن منطقة الهبوط. وفي بطولة كأس ملك البحرين ساهم في وصول فريقه إلى المباراة النهائية عندما خسر من الرفاع 0-2. وفي بطولة كأس الاتحاد البحريني فشل فريقه في التأهل إلى الدور النصف النهائي بعدما احتل المركز الثاني في المجموعة الثالثة بفارق نقطة واحدة عن المتأهل المالكية.
في موسمه الحادي عشر والأخير 2021-2022 وفي بطولة الدوري الممتاز ساهم في احتلال فريقه المركز السابع بفارق الأهداف عن منطقة الهبوط. وفي بطولة كأس ملك البحرين ساهم في وصول فريقه إلى الدور الربع النهائي عندما خسر من النجمة بركلات الترجيح. وفي بطولة كأس الاتحاد البحريني فشل فريقه في التأهل إلى الدور النصف النهائي.
في 29 يونيو 2022 فسخ عبد علي عقده بالتراضي مع الأهلي على رغم بقاء موسم واحد في عقده نتيجة عدم الاتفاق على تخفيض راتبه والذي سعى إليه الجهاز الإداري وبمقدار يصل إلى النصف وهو ما لم يوافق عليه اللاعب الذي أراد حفظ حقوقه في المقام الأول قبل التنازل والموافقة على طلب النادي.
في 1 يوليو 2022 انتقل عبد علي من الأهلي إلى المنامة البحريني (الدوري الممتاز) في صفقة انتقال حر. في موسمه الأول 2022-2023 وفي بطولة الدوري الممتاز ساهم في احتلال فريقه المركز الثاني الوصيف بفارق نقطة واحدة عن البطل الخالدية. وفي بطولة كأس ملك البحرين ساهم في وصول فريقه إلى الدور النصف النهائي حينها خسر من الحالة 1-2. وفي بطولة كأس الاتحاد البحريني فشل فريقه في التأهل إلى الدور النصف النهائي بعدما احتل المركز الثاني في المجموعة الثانية بفارق نقطة واحدة عن المتصدر الأهلي. وفي بطولة كأس العرب للأندية الأبطال خرج فريقه من المرحلة الأولى عندما خسر في الدور التمهيدي الأول من الهلال السوداني 2-4 في مجموع المباراتين.

### المنتخبات
سبق لعبد علي المشاركة مع منتخبي البحرين لفئة الشباب والأولمبي.

## الإنجازات
- الأهلي (3)
  - دوري الدرجة الثانية (2): 2015/2014 - 2019/2018
  - كأس الاتحاد البحريني (1): 2016/2015